# Linia kolejowa nr 816
Linia kolejowa nr 816 – pierwszorzędna, jednotorowa, niezelektryfikowana linia kolejowa łącząca stację Krotoszyn z posterunkiem odgałęźnym Osusz.
Linia stanowi łącznicę między linią kolejową Durzyn – Krotoszyn a linią kolejową Łódź Kaliska – Tuplice i umożliwia przejazd pociągów z kierunku Leszna i Rawicza do stacji Krotoszyn.